# عبد الرحيم واكد
عبد الرحيم واكد (1945-) فنان تشكيلي فلسطيني، ولد في مدينة غزة وتخرج من مدارسها حتى المرحلة الثانوية. درس مادة الفن في معهد الفنون الجميلة التابعة لوزارة الثقافة الأردنية لمدة 16 عاماً. حصل على درجة بكالوريوس الدراسات الفنية في الفنون الجميلة من جامعة القاهرة عام 1969. عمل في سلك التعليم وتدريس الفنون الجميلة، والإخراج الصحفي، وهو عضو مؤسس لاتحاد الفنانين التشكيليين الفلسطينيين بالقاهرة عام 1966، وعضو اتحاد التشكليين الأردنيين، وعضو النادي الأدبي بمدينة الطائف السعودية خلال الأعوام 1973-1991. عمل العديد من الديكورات المسرحية، والجداريات، كما صمّم الكثير من أغلفة الكتب. رسم عبد الرحيم شكلاً توضيحياً للعمارات والقصور قبل إنشائها. عمل أيضاً في الصحافة وتحضير الديكورات في مسارح الطفل في الأردن.

## أسلوبه الفني
بدأ عبد الرحيم رحلته الفنية عبر المدرسة الواقعية، حيث نقل لوحاته من الأرياف المصرية والبادية والطبيعة حتى بدايات السبعينات. وعندما عاد من مصر شغلت أعماله حيزاً واسعاً من المواضيع الفلسطينية. ثم أتجه في في التسعينات لتحويل أسلوبه وموضوعه فأصبح يرسم المخيم والحياة اليومية بالإضافة إلى أستعماله للأساليب التعبيرية التكعبية والتعبيرية التجريدية، حيث شملت أعماله الشخوص وعناصر ترتبط بالتراث والبيئة الفلسطينية، التي أستخدمها بتقنية الألوان الزيتية والمواد المختلفة على القماش. غالباً ما تميز فيها الموضوع الإنساني بشخوصه، كالشهيد والمرأة والمقاوم. ويعتمد واكد على التنوع في طرح الموضوعات، وذلك لأنه عاش متنقلاً ما بين غزة ومصر وسوريا ولبنان والسعودية إلى أن استقر في عمّان.
يستخدم واكد العديد من المواد المتنوعة في تنفيذ أعماله بين الرسم الزيتي أو الأكريليك على القماش، إضافة إلى بعض المواد الأخرى مثل الطرق على النحاس والطباعة.

## المعارض الفردية المختارة
- بدون عنوان، كلية التجارة، في مصر عام 1968.[5]
- بدون عنوان، اتحاد طلبة فلسطين، في سوريا عام 1970.
- بدون عنوان، جامعة الملك فيصل، في السعودية عام 1982.
- بدون عنوان، جاليري عالية للفنون، في الأردن عام 1995.
- الأرض والإنسان، جاليري الأورفلي، في الأردن عام 2017.

## المعارض الجماعية المختارة
- جمعية محبي الفنون الجميلة، القاهرة عام 1968.
- نبضات أردنية إلى غزة، رابطة الفنانين التشكيليين في الأردن عام 2009.
- سبعون عاماً من الفن الأردني المعاصر، المنتخب الوطني الأردني عام 2013.
- رواد الفن التشكيلي الثاني، جامعة عمّان الأهلية في الأردن عام 2014.
- مهرجان فلسطين الدولي الثالث: على طريق القدس، مركز رواسي للثقافة والفنون في الأردن عام 2017.
- عمّان عربيا، جاليري نبض، في الأردن عام 2018.

- ملتقى جرش الأول، الأردن عام 2019.

- قامات الفن التشكيلي العربي في العالم، معرض الكتروني عام 2020.
- معرض رابطة الفنانيين التشكيليين الأردنيين، في جامعة البتراء عام 2020.

## الجوائز
حاصل واكد على مجموعة الجوائز الفنية وشهادات التكريم منها:
- الميدالية البرونزية، بينالي الإسكندرية السابع لدول البحر المتوسط، عام 1968.
- الجائزة الثانية، مسابقة الحرب والسلام، في القاهرة عام 1968.
- المركز الأول، معرض الفنانين العربي، في الطائف عام 1982.